# Sympistis amissa
Sympistis amissa là một loài bướm đêm trong họ Noctuidae.